# 久保良彦
久保 良彦（くぼ よしひこ、1931年（昭和6年） - ）は、日本の医師、医学者。旭川医科大学名誉教授、元学長。医学博士。専門は、外科学。特に、心臓血管外科及び胸部外科。

## 略歴
北海道勇払郡早来町（現安平町）生まれ。苫小牧高等学校（現北海道苫小牧東高等学校）卒業後、1956年（昭和31年）北海道大学医学部卒業。同大学院医学研究科博士課程修了。同医学部第2外科助手を経て、1976年旭川医科大学医学部講師。その後、同医学部助教授。1988年（昭和63年）旭川医科大学医学部教授。1995年（平成7年）同副学長。1997年（平成9年）旭川医科大学学長に就任。2003年（平成15年）旭川医科大学退官、名誉教授。同年医療法人元生会森山病院院長、2011年（平成23年）名誉院長。

## 主な受賞歴
- 北海道医師会賞
- 北海道知事賞（1988年）

## 主要論文
- 『気管・気管支形成術 (気管,気管支の手術<シネシンポジウム>)』（共著, 日本胸部外科学会雑誌 24巻, 1976年）
- 『血管穿孔器の試作』（共著, 医科器械学 46号, 1976年）
- 『重症筋無力症』（共著, 北海道外科雑誌 25号, 1981年）
- 『閉塞性動脈硬化症に対する外科治療』（共著, 手術 39号, 1985年）
- 『14 移植気管の血行再開に関する検討(人工気管・移植)』（共著, 気管支学 : 日本気管支研究会雑誌 17号, 1995年）
- 『常温酸素加血液心筋保護における解糖系の関与 : 酸素消費、ブドウ糖消費、イオン移動の関連性』（共著, 日本外科学会雑誌 99号(臨時増刊), 1998年）

などのほか多数ある。